# مطار ليبنغ
مطار ليبنغ (بالإنجليزية: Liping Airport)‏ و(بالصينية: 黎平机场) (إياتا: HZH، إيكاو: ZUNP) مطار عام يقع بمدينة Liping في قويتشو في الصين. .

## وصلات خارجية
- http://www.flightstats.com/go/Airport/airportDetails.do?airportCode=HZH